# Desno Željezno
Desno Željezno is een plaats in de gemeente  Martinska Ves in de Kroatische provincie Sisak-Moslavina. De plaats telt 231 inwoners (2001).